# 桑蒂纳镇
桑蒂纳镇（義大利語：Villa Santina），是意大利弗留利-威尼斯朱利亚大区乌迪内省的一个市镇。总面积13平方公里，人口2232人，人口密度171.7人/平方公里（2009年）。ISTAT代码为030133。